# Claudette Herbster-Josland
Claudette Herbster-Josland   (Dijon, 28 de març de 1946) és una tiradora d'esgrima francesa, especialista en floret, que va competir durant les dècades de 1960 i 1970.
Durant la seva carrera esportiva va prendre part en tres edicions dels Jocs Olímpics d'Estiu. El 1968, a Ciutat de Mèxic, fou quarta en la prova del floret per equips. Quatre anys més tard, als Jocs de Múnic, fou sisena en la mateixa prova. El 1976, a Mont-real, va guanyar la medalla de plata en la prova del floret per equips, mentre en la de floret individual quedà eliminada en sèries.
En el seu palmarès també destaquen dues medalles de bronze al Campionat del món d'esgrima, el 1966 i 1970, i una medalla de d'or als Jocs del Mediterrani de 1975.